# دوسر ثلاثي السفة
دوسر ثلاثي السفة (الاسم العلمي: Aegilops triaristata) هي نوع نباتي يتبع جنس الدوسر من الفصيلة النجيلية. 
يعتبره بعض علماء النبات مرادفًا للدوسر المهمل.